# Raionul Varvarovca, județul Oceacov
Raionul Varvarovca a fost unul din cele trei raioane ale județului Oceacov din Guvernământul Transnistriei între 1941 și 1945.